# 大麻雀 (权力的游戏剧集)
〈大麻雀〉（英語：High Sparrow）是美国HBO播出的电视剧《权力的游戏》第五季第三集，全剧第43集。该集由联合创作者大卫·贝尼奥夫和D·B·魏斯编剧，马克·梅罗德导演。该集于2015年4月26日首播。播出前夕，该集连同该剧另外前四集在网上泄露。

## 剧情

### 君临城
托曼（迪恩-查尔斯·查普曼 饰）和玛格丽（娜塔莉·多莫饰）大婚，当晚共度洞房花烛夜。之后，玛格丽指使托曼去说服她的母亲瑟曦（琳娜·海蒂饰）为了她的幸福回凯岩城，但瑟曦拒绝。慈悲为怀的瑟曦身为岳母，面对着拿托曼在卧室里的热情和瑟曦的年龄开玩笑的玛格丽束手无策。
在妓院，总主教（保罗·本特利（Paul Bentley）饰）被蓝赛尔（尤金·西蒙 饰）和其他几位麻雀袭击。他们迫使他到街上裸奔，并称他为罪人。主教要求御前会议采取行动处死他们的头目，以打击麻雀。瑟曦私底下会见大麻雀（喬納森·普萊斯 飾），告诉大麻雀他不会被处决，她已经囚禁了总主教，好让他当七神信仰的首领。回到城堡，瑟曦让科本（安东·莱塞 饰）寄信给贝里席大人。科本写信时，手术台上放着的格雷果·克里冈尸体开始颤抖。

### 北境
臭佬（阿尔菲·阿伦 饰）经过临冬城大院时，几位工人正修葺城堡。他被大院里的几个人把剥了皮的尸体吊起来的场面吓坏了。在服侍卢斯（迈克尔·麦克埃尔哈顿 饰）和拉姆斯·波顿就餐时，臭佬偷听到伯顿一家在北境缺人手，应该是前旗人史塔克家族崛起来对抗他们。卢斯告诉拉姆齐，与他们结盟的最好办法是联姻。
在卡林湾，培提尔·贝里席（艾丹·吉伦 饰）告诉珊莎（苏菲·特纳 饰），他已同意她娶拉姆齐。她对这个想法感到反感，因为卢斯害死了她的哥哥和母亲，但培提尔指出这将是复仇的好机会时，她改变了主意。他们抵达临冬城，受到卢斯和他的妻子瓦尔达（伊丽莎白·韦伯斯特 饰）、拉姆齐迎接两人。拉姆齐答应培提尔他永远不会伤害珊莎，之后卢斯前去讨论他们的计划可能会出现后果。培提尔告诉她，泰温·兰尼斯特已死，玛格丽·提利尔登基为皇后，没有理由害怕兰尼斯特家族了。卢斯不服气，向他展示瑟曦给贝里席的信。培提尔向他保证结盟，但卢斯要求他读读贝里席的回信。
培提尔和珊莎偷偷跟着布蕾妮（格温多兰·克里斯蒂 饰）和波德瑞克·派恩（丹尼尔·波特曼 饰）。波德瑞克告诉布蕾妮他是怎么样见提利昂·兰尼斯特的故事，而布蕾妮则告诉她自己投身于蓝礼·拜拉席恩的故事，两人小时候蓝礼对她很善良。她接着解释称，她坚信史坦尼斯·拜拉席恩杀死了蓝礼，她发誓要杀死史坦尼斯来报仇。

### 绝境长城
乔恩（基特·哈灵顿 饰）现在是守夜人的总司令，但他拒绝史坦尼斯作为其收复北境的回报，将他化为正统的提议。史坦尼斯告诉乔恩，他的军队驻扎半个月后，将离开长城前往临冬城讨伐。在食堂，乔恩任命索恩爵士（欧文·蒂尔 饰）为首席游骑兵，任命杰诺斯·史林特（多米尼克·卡特 饰）为灰卫堡司令，让他去重修被破坏的城堡。史林特表示拒绝，并侮辱了乔恩，乔恩抓住史林特把他带出院子。尽管他恳求饶命，乔恩还是亲自砍了史林特的头。目睹这一幕的史坦尼斯点头默许。

### 布拉佛斯
艾莉亚（麦茜·威廉姆斯 饰）目睹一位有着贾昆·赫加尔脸庞的男子（汤姆·拉斯齐哈 饰）帮一位男子喝水池里的水。男子走开前去许愿，而艾莉亚接触贾昆，要求他开始教她刺客之道。贾昆提醒她“凡人皆需侍奉”（valar dohaeris），指责艾莉亚只想着对待自己。她转过身，看到那个许愿的男子死了，这透露出池水是为那些自寻短见的人准备的毒药。之后两位仆人坐过来将他的尸体拖走，没回答阿丽雅打算拿尸体做什么用的问题。
之后，艾莉亚遇到曾问她身份的流浪儿（菲伊·马赛 饰）。艾莉亚则回答她自己谁也不是，但流浪儿不满意她的回答，开始揍她。贾昆到场劝架，但注意到艾莉亚想用缝衣针攻击流浪儿。他问艾莉亚如果她确实谁也不是的话，那么她是怎样生来就被艾莉亚·斯塔克持有的东西包围的。艾莉亚然后去到码头，把自己的财物扔入大海。她不能让自己舍弃缝衣针，于是便把它藏到附近的一些岩石当中，回到黑白之屋扫地去了。之后贾昆把她带进一个房间，在哪里和她擦洗死去男子的尸体。

### 瓦兰提斯
一抵达瓦兰提斯，提利昂（彼得·丁拉基 饰）说服瓦里斯（康雷斯·希尔 饰）让他下马车到街上走走。在城里，两人目睹一位红袍女（福岛莉拉 饰）向“救世主”丹妮莉丝·坦格利安众多奴隶中的一位教徒布道。之后红袍女发现提利昂，两人于是逃入一所妓院。提利昂跟一位妓女搭讪，却发现无法让自己跟她发生性关系，于是离开去解手。尽管这样做，他被乔拉·莫尔蒙（伊恩·格雷 饰）绑架。莫尔蒙告诉提利昂他打算带他去见女王。

## 制作

### 编剧
本集由执行制作人大卫·贝尼奥夫与D·B·魏斯编剧，包含乔治·R·R·马丁两部小说《群鸦的盛宴》阿丽雅第一章、瑟曦第三章、阿丽雅第二章、瑟曦第五章、瑟曦第六章、阿莲第三章和布蕾妮第三章、布蕾妮第四章的元素，还有《魔龙的狂舞》乔恩第二章、赫克第三章、提利昂第五章和盲眼女孩。
和本季其他集一样，本集有几个地方偏离马丁的原著。例如，提利昂的故事情节进展加快，托曼长大得足以通过性交使他与玛格丽的婚姻完满。《福布斯》称“星期日晚上剧集最大的惊喜”的是珊莎·史塔克前往临冬城迎娶拉姆齐·博尔顿，而该角色在书中是冒充阿丽雅的配角。布希斯（Busis）表示对这些变化百感交集，但表示，“最起码是要给苏菲·特纳一些真正的重磅素材。”在接受采访时，编剧大卫·本尼奥夫解释称，苏菲·特纳身为演员的实力是他们决定给她的角色更戏剧化的场面的主要原因之一，而布莱恩·克格曼补充道，这使得，把临冬城的故事情节给一个观众已经很熟悉的成熟女演员，比引入一个新角色更加有看头
。

### 选角
凭借本集，迈克尔·麦克埃尔哈顿（饰卢斯·波顿）成为电视剧常驻角色。本集介绍了新加入的常驻剧组成员：扮演大麻雀的乔纳森·普莱斯和扮演流浪儿的菲伊·马赛。

## 评价

### 收视率
本集首播时吸引约671万名美国观众观看，在18-49岁成人观众中获得3.5的收视率。在英国，本集有219.6万名观众收看，成为那个星期收视率最高的非地面广播节目。该集还收获了17.4万定时移位录像观众。

### 专业评价
本集获得积极的评价，评论员强调了乔恩的故事情节和大麻雀的登场。烂番茄根据30条剧评人评论，授予本集100%的“新鲜度”，网站共识指出：“尽管本集终归属于新职位强调了令人意想不到的特质的乔恩·雪诺，《大麻雀》熟练地从《权力的游戏》的庞大剧情中将角色编织到一起。”
专业评价对本集的原始编剧材料对原作的改动褒贬不一。剧评人似乎对把珊莎带到临冬城的决定持保留意见，但《娱乐周刊》评论员希拉里·布希斯称“看托曼（的电视同行）与玛格丽共枕眠非常让人不快，这就知道在《群鸦的盛宴》中，他仍然跟他心爱的喵咪一副假惺惺的样子。”不过影音俱乐部的迈尔斯·麦克纳特（Myles McNutt）认为角色的年龄给他更多的中间人。布希斯和麦克纳特指出，这些变化也许使得剧情更简洁，而布希斯表示：“珊莎和（冒名顶替阿丽雅）相结合的故事情节让贝尼奥夫和魏斯从原作中剪下一块厚脂肪，准备好引入更多角色。”

### 奖项
本集在第67届黄金时段创意艺术艾美奖上赢得杰出当代叙事或奇幻节目制作设计 (一小时或以上)奖。
| 年份 | 大奖                   | 奖项                             | 提名者                                                                      | 结果 |
| ---- | ---------------------- | -------------------------------- | --------------------------------------------------------------------------- | ---- |
| 2015 | 黄金时段创意艺术艾美奖 | 杰出当代叙事或奇幻节目制作设计   | Deborah Riley, Paul Ghirardani, Rob Cameron                                 | 獲獎 |
| 2016 | ADG杰出制作设计奖      | 一小时单镜头奇幻电视连续剧       | Deborah Riley                                                               | 獲獎 |
| 2016 | 2015年视觉特效协会奖   | 单集、广告或实时项目杰出环境构建 | Dominic Piche, Christine Leclerc, Patrice Poissant, Thomas Montminy-Brodeur | 獲獎 |